# Gongjiaping
Gongjiaping (kinesiska: 龚家坪, 龚家坪镇) är en köping i Kina. Den ligger i provinsen Hunan, i den södra delen av landet, omkring 200 kilometer sydväst om provinshuvudstaden Changsha. Antalet invånare är 27340. Befolkningen består av 12 785 kvinnor och 14 555 män. Barn under 15 år utgör 21,0 %, vuxna 15-64 år 67 %, och äldre över 65 år 11,0 %.
Genomsnittlig årsnederbörd är 1 625 millimeter. Den regnigaste månaden är maj, med i genomsnitt 227 mm nederbörd, och den torraste är oktober, med 33 mm nederbörd.